# Lemma von Corrádi
Das Lemma von Corrádi, englisch Corrádi's lemma, benannt nach dem ungarischen Mathematiker Keresztély Corrádi, ist ein Lehrsatz, welcher dem Übergangsfeld der mathematischen Teilgebiete Kombinatorik, Graphentheorie und Endliche Geometrie zuzurechnen ist. Das Lemma gibt Aufschluss über die mindestens notwendige Anzahl der Knoten, die ein endlicher uniformer Hypergraph haben muss, wenn vorausgesetzt wird, dass  je zwei verschiedene Hyperkanten eine gewisse vorgegebene Anzahl von Knoten gemeinsam haben.

## Formulierung des Lemmas
Im Einzelnen besagt das Lemma Folgendes:
Seien {\displaystyle n,r,N} natürliche Zahlen  und {\displaystyle k} eine ganze Zahl mit {\displaystyle n\geq r\geq k\geq 0} .
Sei {\displaystyle H=(X,{\mathcal {A}})} ein uniformer Hypergraph, bestehend aus einer Knotenmenge {\displaystyle X} mit {\displaystyle n} Knoten und einer  {\displaystyle N}-gliedrigen Familie {\displaystyle {\mathcal {A}}=(A_{1},A_{2},\ldots ,A_{N})} von Hyperkanten mit jeweils {\displaystyle r} Knoten.
Sei weiter vorausgesetzt, dass für alle Durchschnitte {\displaystyle A_{i}\cap A_{j}\;(i,j=1,2,\ldots ,N)} je zweier Hyperkanten stets  die Anzahlbedingung {\displaystyle |A_{i}\cap A_{j}|\leq k} gegeben sei.

Dann gilt: 
(*) {\displaystyle n\geq {\frac {Nr^{2}}{r+(N-1)k}}}.

### Beweis
Der Beweis der Ungleichung (*) ergibt sich – in Anschluss an die Darstellung bei Jukna und Lovász –  durch Anwendung der Methode des doppelten Abzählens und der jensenschen Ungleichung in folgenden Schritten:
Festlegungen
(1) {\displaystyle d(x):={\deg _{H}}(x)=|\{i\in \{1,2,\ldots ,N\}\colon x\in A_{i}\}|\;(x\in X)}
(2) {\displaystyle J_{Y}:=\{(y,i)\in Y\times \{1,2,\ldots ,N\}\colon y\in A_{i}\}\;(Y\subseteq X)}
(3) {\displaystyle K:=\{(x,i,j)\in X\times \{1,2,\ldots ,N\}\times \{1,2,\ldots ,N\}\colon x\in A_{i}\cap A_{j}\}}
Doppeltes Abzählen
(4) {\displaystyle |J_{Y}|=\sum _{y\in Y}{d(y)}=\sum _{j=1}^{N}{|Y\cap A_{j}|}\;(Y\subseteq X)}
(5) {\displaystyle |K|=\sum _{x\in X}{d(x)^{2}}=\sum _{i,j=1}^{N}{|A_{i}\cap A_{j}|}=\sum _{i=1}^{N}{|J_{A_{i}}|}}
Abschätzung nach oben
Mit  (4) ergibt sich insbesondere für {\displaystyle i=1,2,\ldots ,N}:
(6) {\displaystyle |J_{A_{i}}|=\sum _{j=1}^{N}{|A_{i}\cap A_{j}|}=|A_{i}|+\sum _{j=1,2,\ldots ,N \atop \;i\neq j}{|A_{i}\cap A_{j}|}\leq r+(N-1)k}
Also folgt aus (5) und (6):
(7) {\displaystyle \sum _{x\in X}{d(x)^{2}}\leq {N{\bigl (}r+(N-1)k{\bigr )}}}
Abschätzung nach unten
Vermöge der jensenschen Ungleichung ergibt sich:
(8) {\displaystyle \sum _{x\in X}{d(x)^{2}}=n\cdot \sum _{x\in X}{{\frac {1}{n}}\cdot d(x)^{2}}\geq n\cdot {\bigl (}\sum _{x\in X}{{\frac {1}{n}}\cdot d(x)}{\bigr )}^{2}=n\cdot {\frac {1}{n^{2}}}\cdot {\bigl (}\sum _{x\in X}{d(x)}{\bigr )}^{2}={\frac {1}{n}}\cdot {\bigl (}\sum _{x\in X}{d(x)}{\bigr )}^{2}}
Wiederum mit (4) und {\displaystyle Y=X} folgt dann:
(9) {\displaystyle \sum _{x\in X}{d(x)^{2}}\geq {\frac {1}{n}}\cdot {|J_{X}|}^{2}={\frac {1}{n}}\cdot {\bigl (}\sum _{j=1}^{N}{|A_{j}|}{\bigr )}^{2}={\frac {(Nr)^{2}}{n}}={\frac {N^{2}r^{2}}{n}}}
Zusammenfassung
(7) und (9) zusammen ergeben dann:
(10) {\displaystyle {N{\bigl (}r+(N-1)k{\bigr )}}\geq {\frac {N^{2}r^{2}}{n}}}
Da nun (10)  und (*) gleichwertig sind, ist alles gezeigt.

## Zusatz
Die obige Ungleichung (*)  ist scharf in dem Sinne, dass endliche Strukturen existieren, für welche in der Ungleichung (*)  sogar das Gleichheitszeichen gilt. Ein Beispiel dafür bietet jede endliche projektive Ebene, indem man deren Punkte als Knoten und deren Geraden als Hyperkanten eines Hypergraphen  auffasst.

## Anmerkung zur Historie
Das Lemma geht zurück auf ein Problem, welches K. Corrádi anlässlich des 1968er Miklós-Schweitzer-Wettbewerbs für Studenten gestellt hat.